# Wrightia viridiflora
Espèce
Statut de conservation UICN

 VU D2 : Vulnérable
Wrightia viridiflora est une espèce de plantes à fleurs de la famille des Apocynaceae.

## Publication originale
- Bulletin of Miscellaneous Information, Royal Gardens, Kew 1937: 90. 1937.